# Alambí

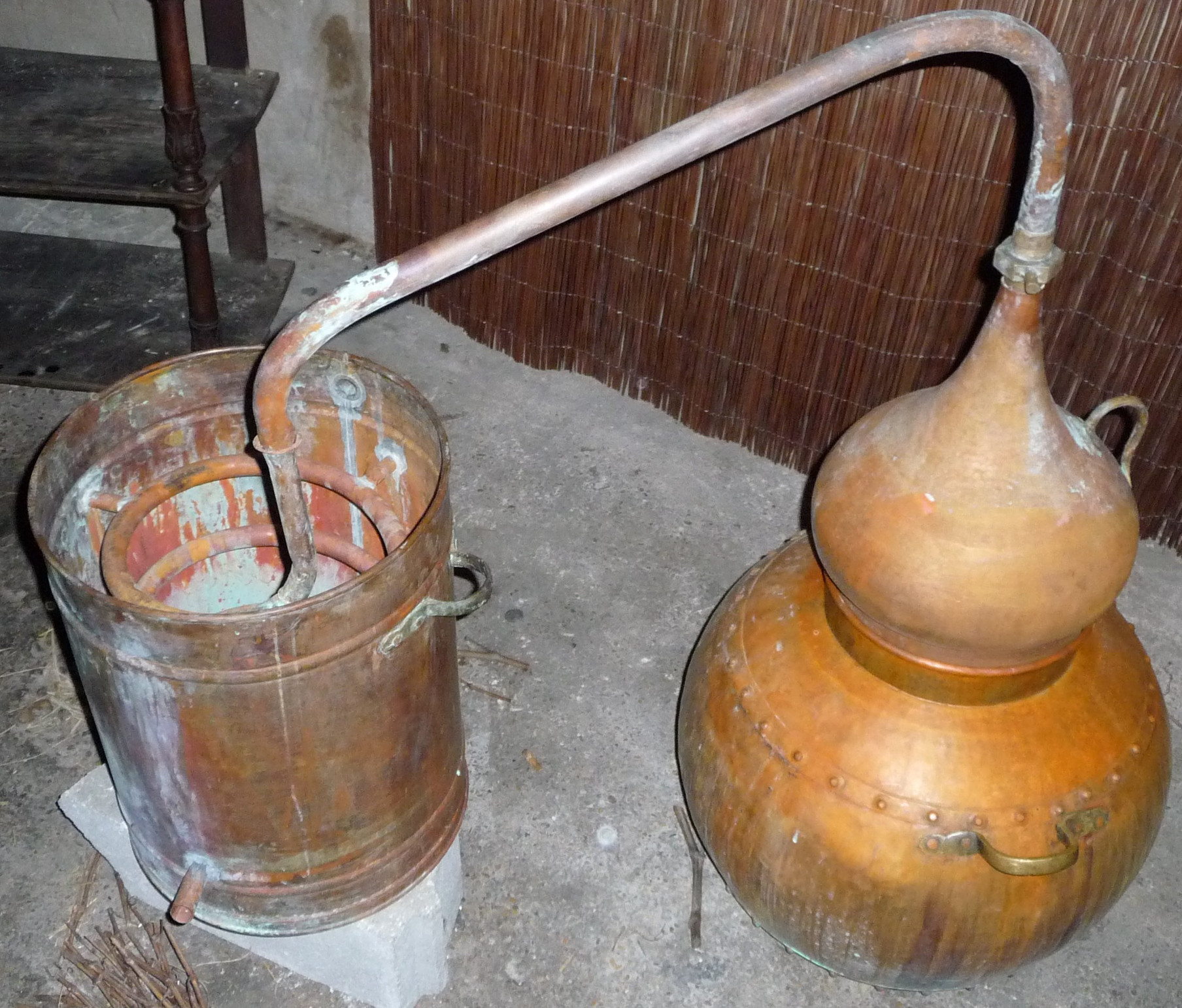
Alambí

Esquema d'un alambí.

L'alambí o alambic (de l'àrab al-inbiq الأنبيق), també anomenat popularment olla o fassina, és l'aparell utilitzat per a destil·lació de líquids mitjançant un procés d'evaporació per escalfament i posterior condensació per refredament. Trobem les primeres descripcions de l'alambí al segle ix en el "Llibre dels secrets" d'Ar-Razí. També en feu una descripció Abu Al-Qasim, al segle xi. Era utilitzat per a produir perfums, medicines i l'alcohol procedent de fruites fermentades.
És una eina de destil·lació simple que està constituïda per una caldera o retorta, on s'escalfa la barreja. Els vapors emesos ascendeixen per la part superior i es refreden en un serpentí situat en un recipient refrigerat per aigua. El líquid resultant s'arreplega en el dipòsit final.
Els alambins de laboratori solen ser de vidre, però els utilitzats per a destil·lar begudes alcohòliques es fabriquen normalment de coure, perquè aquest material no proporciona sabor a l'alcohol, resisteix els àcids i condueix bé la calor.

Quan es destil·len líquids procedents de la fermentació alcohòlica de fruites, com l'alcohol bull a una temperatura (80 °C), inferior a la de l'aigua, els vapors que primer es formen són els d'aquell, encara que barrejats amb una menuda proporció d'aigua, i s'aconsegueix destil·lar una substància amb major grau alcohòlic que l'original.